# Kazimierz Sikorski
Kazimierz Sikorski   (Zúric, 28 de juny de 1895 - Varsòvia, 23 de juliol de 1986) fou un compositor polonès. El seu arranjament del Mazurek Dąbrowskiego s'utilitza actualment com a himne nacional polonès.
Sikorski va néixer a Zuric, però va estudiar a Varsòvia, primer música al Conservatori de Varsòvia i després filosofia a la Universitat de Varsòvia. Després va estudiar a Lviv, que era polonesa en aquell moment, i a París amb Nadia Boulanger. El 1926, es va convertir en professor de composició al Conservatori de Poznań. De 1927 a 1945, va exercir la docència al Conservatori de Varsòvia, va ser rector de l'Escola Superior Superior de Música d'Łódź. De 1951 a 1966, va ensenyar teoria i composició musical a l'Acadèmia de Música de Varsòvia.
Va rebre nombrosos premis i honors, entre ells: el Premi Nacional de Música (1935), l'Ordre de Polònia Restituta (1937), el Premi Estatal de primer i segon grau (1951, 1955, 1964, 1966), el Premi de la Unió de Compositors Polonesos. (1951, 1975), la creu de mèrit d'or (1952), la creu de comandant de l'orde de Polònia Restituta (1955), la pancarta de l'Ordre del Treball, de primera classe (1960), el premi de la fundació Jurzykowski (1981).
Com a professor va influir en tota una generació de compositors polonesos, entre els seus alumnes hi havia Grażyna Bacewicz, Tadeusz Baird, Marian Borkowski, Stefan Kisielewski, Zygmunt Krauze, Jan Krenz, Roman Maciejewski, Artur Malawski, Tadeusz Paciorkiewicz, Andrzej Panufnik, Constantin Regamey i Kazimierz Serocki.
Va ser el pare del compositor, Tomasz Sikorski (1939-1988).

## Composició
Sikorski va compondre sis simfonies, un Allegro simfònic, dues obertures (1945, 1954), alguns concerts instrumentals, dels quals el concert de clarinet (1947) és el més important, un sextet de corda, tres quartets de corda, música coral i de cinema, inclosa la música per la pel·lícula Warsaw Premiere (Warszawska premiera), per la qual va guanyar un premi estatal.

## Obres seleccionades
- Simfonia núm. 2 (1922)
- Stabat Mater, Oratori per a quatre veus solistes, cor mixt i orquestra (1948, 1950)
- Concert per a Flauta i Orquestra (1957)
- Concert per a Trompeta, Orquestra de Corda, 4 Kettledrums (grans tambors), Xilòfon i Tam-tam (1960)
- Concert polifònic per a fagot i orquestra (1965)
- Simfonia núm. 4 (1969)
- Quatre poloneses de Versalles per a cordes (després de manuscrits del XVIII i XIX). (1974)

## Filmografia seleccionada
- Warsaw Premiere (Estrena de Varsòvia) (1951)